# トータル・オフィス・プランニング
トータル・オフィス・プランニング株式会社（英: Total Office Planning co.,Ltd）とは、長崎県長崎市に本社を置く日本のIT企業。

## 概要
地域密着型を目指し、主たる事業は、インターネットにおける地域情報ポータルサイトの運営・E-コマース事業・代行サービス事業・ITソリューション事業など。

## 沿革
- 1998年 - トータル・オフィス・プランニング有限会社を長崎県長崎市に設立
- 1999年 - 回線割引サービス取次店として電気通信事業の営業開始 ／ NTT正規販売店として認可、通信機器の販売を開始
- 2000年 - ダイワボウ情報システムとパソコン関連商品取引開始 ／ トータル・オフィス・プランニング株式会社へ変更 ／ 関連会社エヌ・イー・ティー株式会社を設立 ／ マイクロソフトソリューションパートナーとして認定
- 2001年 - 雇用・能力開発機構推進パソコンスクールb´を長崎県長崎市大黒町に開設 ／ 福岡支店を福岡県福岡市博多区に開設 ／ PCS事業部をNDS：日本デリバリーPCサポート事業会と変更
- 2002年 - 長崎県教育委員会パソコンスクールを開設 ／ 中央職業能力機構パソコン検定国家試験会場認定 ／ ソフトバンクグループとYahoo! BB回線プラチナパートナーとして取引開始
- 2004年 - Yahoo! BB法人部門販売実績全国第1位 最優秀賞受賞（代理店総数約7000社中） ／ インターネットポータルサイト「たまて箱ウェブ」運営開始 ／ 総務統轄本部を長崎市万才町へ移転 ／ 営業統轄本部、福岡支店を福岡県福岡市中央区大濠へ移転
- 2005年 - 関連会社トップエージェント有限会社を福岡県福岡市中央区へ設立 ／ 熊本支店を熊本県熊本市水道町へ開設
- 2006年 - 「たまて箱ショッピング」開設・コンサインシステム採用 ／ AG事業部（FC展開）全九州エリア募集開始 ／ トップエージェント株式会社へ変更
- 2007年 - 「たまて箱ウェブ2.0」Ver.UP ／ポータルサイトにロングテール戦略を採用
- 2008年 - 「株式会社クオリティアンドパートナーズ」設立（東京都中央区日本橋）　たまて箱ショップ　代理店全国募集を開始
- 2010年 - T・O・Pグループ　持株組織　創設 （M&A開始）
- 2011年 - 川瀬勝経済研究所　設立
- 2018年 - T・O・Pグループ　(情報通信事業部門) 全事業 譲渡完了（2018年12月末日）
- 2020年 - T・O・Pグループ　経営コンサルタント (中小企業診断士・弁護士・税理士・会計士・社会保険労務士・行政書士）グループの運営を主たる業務としております
- 2020年 - T・O・Pグループ　投資取扱高(年間)1500億円達成
- 2020年 - T・O・Pグループ　川瀬勝経済研究所と共同にて財務戦略コンサルティング及び投資事業を通じてFIRE(Financial Independence, Retire Early)推進育成を行っております